# Чикашка
Чикашка — река в России, протекает в Куединском районе Пермского края, а также по его границе с Татышлинским районом Башкортостана. Длина реки составляет 11 км.
Начинается на южной окраине деревни Потураевка, течёт в общем юго-западном направлении. В среднем течении на берегах реки стоят населённые пункты Русские Чикаши и Татаро-Чикаши. Впадает в Солдово справа на расстоянии 12 километров от его устья около Калмияр.

## Данные водного реестра
По данным государственного водного реестра России относится к Камскому бассейновому округу, водохозяйственный участок реки — Буй от истока до Кармановского гидроузла, речной подбассейн реки — бассейны притоков Камы до впадения Белой. Речной бассейн реки — Кама.
Код объекта в государственном водном реестре — 10010101112111100016021.